# La signorina dell'autobus
La signorina dell'autobus è un film del 1933 diretto da Nunzio Malasomma.

## Trama
Eva una giovane ragazza, figlia illegittima, non riesce a sposarsi per l'opposizione dei parenti del fidanzato, che non accettano la sua condizione anagrafica, chiede allora aiuto ad un maturo signore, impenitente dongiovanni, chiedendolgi di farle da padre per consentirle le nozze.
Ma queste strane manovre insospettiscono il fidanzato, che temendo un tradimento rompe la relazione con la ragazza.
L'uomo che si era offerto alla parte di padre, tenta allora di sposare la giovane, sino all'incontro con la madre di Eva, nella quale riconosce una sua antica relazione, dalla quale è nata la ragazza, gran finale con spiegazioni e le sofferte nozze.

## La critica
Filippo Sacchi nelle pagine del Corriere della Sera del 28 settembre 1933, « Malasomma dirige con più disinvoltura che personalità, comunque i dialoghi sono scorrevoli e il film è molto decoroso nell'allestimento scenico »